# Mehmet Çoban
Mehmet Çoban, znany także jako Koç Çoban Mehmet (ur. 15 października 1904 w Balıkesir, zm. 8 maja 1969 w Stambule) – turecki zapaśnik walczący w obu stylach. Dwukrotny olimpijczyk. Zajął czwarte i dziewiąte miejsce w Berlinie 1936 i siódme w Amsterdamie 1928. Walczył w wadze ciężkiej.
Brązowy medalista mistrzostw Europy w 1938 i 1946 roku.

## Letnie Igrzyska Olimpijskie 1928
| Konkurencja             | Rundy eliminacyjne   | Rundy eliminacyjne  | Rundy eliminacyjne    | Rundy eliminacyjne      | Klas. końcowa |
| Konkurencja             | Przeciwnik I         | Przeciwnik II       | Przeciwnik III        | Przeciwnik IV           | Miejsce       |
| ----------------------- | -------------------- | ------------------- | --------------------- | ----------------------- | ------------- |
| +82,5 kg styl klasyczny | Jorge Briola (ARG) Z | Emil Larsen (DEN) Z | Georg Gehring (GER) P | Hjalmar Nyström (FIN) P | 7.            |

## Letnie Igrzyska Olimpijskie 1936
| Konkurencja           | Rundy eliminacyjne     | Rundy eliminacyjne   | Rundy eliminacyjne      | Rundy eliminacyjne        | Klas. końcowa |
| Konkurencja           | Przeciwnik I           | Przeciwnik II        | Przeciwnik III          | Przeciwnik IV             | Miejsce       |
| --------------------- | ---------------------- | -------------------- | ----------------------- | ------------------------- | ------------- |
| +87 kg styl klasyczny | Aleardo Donati (ITA) P | Peter Larsen (DEN) Z | Hjalmar Nyström (FIN) Z | Kristjan Palusalu (EST) P | 4.            |

| Konkurencja       | Rundy eliminacyjne    | Rundy eliminacyjne    | Rundy eliminacyjne        | Klas. końcowa |
| Konkurencja       | Przeciwnik I          | Przeciwnik II         | Przeciwnik III            | Miejsce       |
| ----------------- | --------------------- | --------------------- | ------------------------- | ------------- |
| +87 kg styl wolny | Léon Charlier (BEL) Z | Georg Gehring (GER) P | Kristjan Palusalu (EST) P | 9.            |